# إريك إلموسنينو
إريك إلموسنينو (بالفرنسية: Éric Elmosnino)‏ هو ممثل فرنسي، ولد في 2 مايو 1964 في فرنسا.

## وصلات خارجية
- إريك إلموسنينو على موقع IMDb (الإنجليزية)
- إريك إلموسنينو على موقع قاعدة بيانات الأفلام العربية
- إريك إلموسنينو على موقع قاعدة بيانات الأفلام العربية
- إريك إلموسنينو على موقع ألو سيني (الفرنسية)
- إريك إلموسنينو على موقع ميوزك برينز (الإنجليزية)
- إريك إلموسنينو على موقع أول موفي (الإنجليزية)
- إريك إلموسنينو على موقع قاعدة بيانات الأفلام السويدية (السويدية)
- إريك إلموسنينو على موقع ديسكوغز (الإنجليزية)
- إريك إلموسنينو على موقع قاعدة بيانات الفيلم (الإنجليزية)
- إريك إلموسنينو على موقع كينوبويسك (الروسية)